# Patrick Henry
Patrick Henry (29. května 1736 Studley – 6. června 1799 Brookneal) byl americký politik, právník a plantážník. Jako radikální ideolog hnutí za emancipaci Třinácti kolonií a temperamentní řečník se stal jedním z Otců zakladatelů Spojených států amerických.

## Two Penny Act
Narodil se ve Virginii ve středostavovské rodině skotského původu. Neúspěšně se pokoušel podnikat, sňatkem se Sarah Sheltonovou získal farmu Rural Plains a pěstoval tabák. V roce 1760 začal provozovat advokátní praxi, proslavil se silným angažmá v kauze reverenda Jamese Mauryho. Virginské duchovenstvo bylo tradičně placeno v tabáku, po velké neúrodě v roce 1758 ale výrazně vzrostly ceny této komodity a koloniální úřady proto rozhodly stanovit pevný plat kněží ve výši dvou pencí vyplácených v hotovosti (odtud označení Two Penny Act). Duchovní proti této ztrátě výsad protestovali a král Jiří III. zákon zrušil. Patrick Henry velmi energicky hájil zájmy virginských úřadů proti Maurymu, který se dožadoval výplaty dlužné částky, a označil královské veto Two Penny Act za akt tyranie.

## Americká revoluce
Pověst ostrého kritika britské vlády zvýšila Henryho popularitu a v roce 1765 byl zvolen do dolní komory virginského zákonodárného sboru House of Burgesses. Prosadil rezoluci odmítající schválení kolkového zákona; jeho projev, v němž přirovnal krále k Caesarovi, označili konzervativní poslanci za zradu. V roce 1773 vytvořil Henry s Thomasem Jeffersonem a Richardem Henrym Leem Výbor korespondentů, který řídil protivládní aktivity kolonistů a po přijetí Donucovacích zákonů se roku 1774 konal ve Filadelfii První kontinentální kongres, na němž se zástupci jednotlivých kolonií dohodli na společném postupu. V březnu 1775 pronesl Henry na zasedání sněmovny v Richmondu proslulý projev, kterým vyzýval k mobilizaci a zakončil ho slovy: „Dejte mi svobodu nebo smrt!“ V řadách prvního virginského pluku se aktivně zúčastnil války za nezávislost, v letech 1776–1779 a 1784–1786 zastával funkci guvernéra Virginie. Usiloval o co nejširší samosprávu Virginie a odmítal Ústavu Spojených států amerických jako příliš centralistickou, ale později se s federalisty smířil a v závěru života podporoval jejich prezidentského kandidáta Johna Adamse.